# تووتسان
تووتسان (به لاتین: Tłuczań) یک منطقهٔ مسکونی در لهستان است که در Gmina Brzeźnica, Lesser Poland Voivodeship واقع شده‌است.